# Braç del Cigne
El Braç del Cigne és un dels quatre braços majors de la Via Làctia, també conegut com a Braç de la Norma, Braç exterior o braç de la Norma-Cigne. El braç de la norma pròpiament dit, és de fet, la part més propera al centre galàctic, ja que les zones més exterior es coneixen com a braç del Cigne. Tot i que els dos termes s'usen també per a referir-se al braç sencer, potser seria més apropiat anomenar-lo Braç de la Norma-Cigne
De la mateixa manera que el braç Sagitari-Carina, el braç del Cigne té la particularitat de tenir el seu origen a la barra central, i no en la regió veïna. Té un radi d'uns 15,5 ± 2,8 kpc i se situa en fora del Braç de Perseu.
S'ha descobert una estructura encara més externa al braç de la Norma-Cigne en la direcció de Vela i de Quilla, anomenada Nou braç extern.